# Федотова, Анна Сергеевна
А́нна Серге́евна Федо́това (20 февраля 1900, станица Урюпинская, область Войска Донского — 1987, Москва) — советский работник промышленности.

## Биография
Родилась 20 февраля 1900 года в станице Урюпинской, ныне город Урюпинск Волгоградской области.
Была участницей Гражданской войны. Свою трудовую деятельность начинала чернорабочей на строительстве военного лагеря. В 1923 году с отличием окончила рабфак имени Плеханова.
В 1930—1932 годах — директор московского завода «Каучук», откуда была направлена на учёбу в Промышленную академию. В 1937 году, после окончания химического факультета Промышленной академии, была назначена директором завода по производству пластмасс и одновременно директором НИИ резиновой промышленности (НИИРП).
В 1942 году — референт Народного комиссара резиновой промышленности СССР Т. Б. Митрохина. В 1942—1944 годах — директор завода по ремонту резинотехнических изделий, затем директор завода № 145 Наркомата резиновой промышленности СССР.
С сентября 1944 года по февраль 1950 года находилась на руководящих должностях завода «Каучук», также участвовала в послевоенном восстановлении химической отрасли СССР. В 1950-х годах Федотова была первым директором Куйбышевского завода синтетического спирта (город Новокуйбышевск), ныне входит в состав АО «Новокуйбышевская нефтехимическая компания», дочернего общества ПАО «Роснефть».
7 марта 1960 года А. С. Федотовой было присвоено звание Героя Социалистического Труда.
С 1961 года жила и работала в Москве, где вышла на заслуженный отдых.
Умерла в 1987 году, похоронена в Москве на Кунцевском кладбище.
Почётный гражданин Новокуйбышевска (1980). Награждена медалями «За трудовую доблесть» (28.10.1967) и «За трудовое отличие» (05.01.1950).

## Память
- Когда в 2017 году Новокуйбышевская нефтехимическая компания отметила 60-летнюю годовщину с начала производственной деятельности, в городском сквере имени Д. И. Менделеева Анне Федотовой был открыт памятник.[1][2]
- В сентябре 2018 года школе № 19 города Новокуйбышевска было присвоено имя Анны Сергеевны Федотовой, на фасаде школьного здания ей установлена памятная доска.
- Именем А. С. Федотовой был назван заводской теплоход (тип ВТУ, проект 331).